# Wladislaw Nikolajewitsch Radimow
Wladislaw Nikolajewitsch Radimow (russisch Владислав Николаевич Радимов; * 26. November 1975 in Leningrad) ist ein ehemaliger russischer Fußballspieler und aktueller -trainer, der während seiner aktiven Zeit auf der Position des Mittelfeldspielers agierte.

## Karriere

### Verein
Sein Debüt in der ersten Liga gab Radimow 1992 für den PFK ZSKA Moskau, er entwickelte sich schnell zu einem der wichtigsten Spieler der Mannschaft. 1996 wechselte er zu Real Saragossa. In der Saison 1999 spielte er für den FK Dynamo Moskau. 2000 ging der Mittelfeldspieler nach Bulgarien zu Lewski Sofia. Im Jahre 2001 kehrte er nach Russland zu Krylja Sowetow Samara zurück. Von 2003 bis 2008 spielte er für Zenit Sankt Petersburg, mit dem er 2007 russischer Meister wurde und 2008 sowohl den UEFA-Pokal als auch den UEFA Super Cup gewann.

### Nationalmannschaft
Radimow gehörte zum Aufgebot der russischen Nationalmannschaft bei der Fußball-Europameisterschaft 1996 und absolvierte alle drei Vorrundenspiele. Auch für die Fußball-Europameisterschaft 2004 wurde er in das russische Team berufen und kam zu zwei Einsätzen in der Vorrunde. Insgesamt machte er in der russischen Mannschaft 33 Spiele und erzielte drei Tore.